# Ličnost
Ličnost jedan je od temeljnih pojmova psihologije koji se odnosi na neponovljiv, relativno čvrsto integriran, stabilan i kompleksan psihički sklop osobina, koji određuje karakteristično i dosljedno ponašanje individue. U te karakteristike spadaju intelektualne sposobnosti, sustav vrijednosti, motivi, emocije, ciljevi i namjere, način ponašanja. Riječ ličnost ili osobnost potječe od latinske riječi persona. Ličnost je dinamička struktura koju čini sustav međusobno povezanih crta (sposobnost i, temperamenta, karakter a), motiva, vrijednosti, stavova i dr. Općenito označava organizaciju individualnih karakteristika čovjeka ili živog bića na temelju koje se svaki pojedinac razlikuje od svih ostalih.
Prema psihoanalizi, ličnost je složen strukturalni i dinamički sustav koji obuhvaća veći broj podsustava ili instanci. Zato se psihoanaliza orijentira na specifično dubinsko razmatranje nesvjesnih slojeva ličnost i, kao i na izučavanje dinamike razvoja, uključujući, pored normalnih, i patološke posljedice disharmoničnog razvoja.
U psihologiji, navode se četiri glavna pristupa ličnosti: Freudov psihoanalitički pristup ličnosti, Skinnerov bihevioristički pristup ličnosti, Maslowljev humanistički pristup ličnosti i Eysenckov pristup crta ličnosti.